# Faramea fanshawei
Faramea fanshawei är en måreväxtart som beskrevs av Julian Alfred Steyermark. Faramea fanshawei ingår i släktet Faramea och familjen måreväxter.
Artens utbredningsområde är Guyana. Inga underarter finns listade i Catalogue of Life.